# パリ条約 (1303年)
パリ条約（パリじょうやく、フランス語: Traité de Paris 、英語: Treaty of Paris）は、1303年5月20日に締結された、フランス王フィリップ4世とイングランド王エドワード1世の間の条約。条約によりガスコーニュがフランスからイングランドに返還されるが、1337年からの百年戦争の遠因にもなった。さらに、1299年のモントルイユ条約で定められたエドワード1世の息子エドワード（後のイングランド王エドワード2世）とフィリップ4世の娘イザベラの結婚を再確認した。